# Megaselia hexamegas
Megaselia hexamegas är en tvåvingeart som beskrevs av Borgmeier 1962. Megaselia hexamegas ingår i släktet Megaselia och familjen puckelflugor. Inga underarter finns listade i Catalogue of Life.